# Suza (miasto)
Suza (perski: شوش) – miasto w południowym Iranie, w ostanie Chuzestan. Znajduje się w pobliżu starożytnej Suzy. W 2006 roku miasto liczyło 53 897 mieszkańców w 10 689 rodzinach.